# Карнеев, Александр Алексеевич
Александр Алексеевич Карнеев (реже: Корнеев; 1860—1940) — русский военачальник, генерал-лейтенант.

## Биография
Родился 22 августа 1860 года в православной семье дворян Области Войска Донского; сын офицера Алексея Андреевича, казак станицы Старочеркасской.
Образование получил в Новочеркасской классической гимназии, которую окончил в 1878 году.
В военную службу вступил 17 ноября 1878 года. Затем окончил Варшавское пехотное юнкерское училище (по 2-му разряду) и был выпущен в 5-й Донской казачий полк. Хорунжий (ст. 23.01.1882). Сотник (ст. 23.01.1886). Подъесаул (ст. 15.04.1893), командовал сотней. Есаул (ст. 15.04.1897).
Участник русско-японской войны 1904—1905 годов. Войсковой старшина (пр. 1905; ст. 24.12.1905; за отличие). Полковник (пр. 1910; ст. 09.03.1910; за отличие).
Участник Первой мировой войны. Командир 14-го Донского казачьего полка (18.11.1911 — 1915; на 24.11.1915 в должности). Отличился в ходе конной атаки у Нерадова 3 июля 1915 г. Командующий 2-й бригадой 14-й кавалерийской дивизии в 1915—1916 годах. Генерал-майор (24.07.1916). Командир 2-й бригады 14-й кавалерийской дивизии (1916—1917).
После Октябрьской революции служил в Донской армии. Вышел в отставку генерал-лейтенантом 8 апреля 1920 года, затем вновь находился на службе тем же чином. С мая 1920 года — начальник Донского офицерского резерва Русской армии до эвакуации из Крыма.
В эмиграции находился с 1921 года — в Турции, Болгарии, затем в Италии.
Умер в Риме 7 декабря 1940 года, где и погребен на кладбище Тестаччо.

## Награды
- Орден Св. Георгия 4-й степени (ПАФ 9.03.1917)
- Орден Св. Анны 3-й степени с мечами и бантом (1905)
- Орден Св. Станислава 2-й степени с мечами (1905)
- Орден Св. Владимира 4-й степени с бантом (1907)
- Орден Св. Анны 2-й степени (1912)
- Орден мечи к ордену Св. Анны 2-й степени (ВП 27.02.1915)
- Орден Св. Владимира 3-й степени с мечами (12.11.1915)